# Поткомље
Поткомље је насеље у општини Лепосавић на Косову и Метохији. Површина катастарске општине Поткомље где је атар насеља износи 1.019 ha. Припада месној заједници Лешак.Село се налази 15 km северозападно од Лепосавића, на левој страни реке Ибра и простире се између Гулија, Борове, Белућа, Ибарског Постења и Рватске. Изнад села са северозападне стране уздиже се Ком (1071 м), југоисточно Гулијско брдо (553 м), а североисточно Дубрава (792 м) обрасла листопадним дрвећем. По положају кућа и њиховој међусобној удаљености насеље спада у села разбијеног типа. Средња надморска висина села је 794 метара. Из правца Лешка води сеоски пут који село Поткомље повезује са вазним саобраћајницама које пролазе Ибарском долином. Назив села потиче од његовог положаја у односу на планински вис Ком. С обзиром да се село простире у доњем делу (у подножју) овог виса, добило је назив Поткомље и он одсликава терен на којем је насеље. У селу се становништво претежно бави земљорадњом и у мањој мери сточарством.

## Географија
Ком или Велики Ком је палеовулканска купа апсолутне висине 1071 m. Удаљен је 3 km западно од Лешка, центра месне заједнице којој припада Поткомље. Његова релативна висина износи око 450 m, док је у основи широк око 1700 m. Ком карактеришу симетричне стране које падају под углом 35°-40°. Изграђен је од кварцлатита који се овде јављају на површини од око 9 km2. 
Северозападно од Кома, на удаљености од око једног километра, налази се нек Малог кома апсолутне висине 892 m. Мали ком је такође изграђен од кварцлатита. Северно и источно од Великог Кома изливене су огромне масе старијих дацито-андезита и њихових пирокластита. Старост ове вулканске структуре је 27-29 милиона година.

### Демографија
- попис становништва 1948: 395
- попис становништва 1953: 439
- попис становништва 1961: 457
- попис становништва 1971: 461
- попис становништва 1981: 435
- попис становништва 1991: 327

У насељу 2004. године живи 324 становника и броји 97 домаћинства. Данашњи родови су: Стефановићи – Ђоровићи, Петровићи, Миладиновићи, Дамљановићи, Милутиновићи, Миленковићи, Милетићи, Стефановићи, Симовићи, Радовановићи, Пантовићи, Радојичићи, Вуловићи, Милићи, Радосављевићи, Поповићи, Радисављевићи, Вукомановићи.